# Мушкин, Анатолий Михайлович
Анато́лий Миха́йлович Му́шкин (22 мая 1933, Константиновка, Сталинская область — 11 мая 2006, Москва) — советский и российский учёный, инженер, организатор производства. Заместитель технического директора Машиностроительного завода «Молния». Кандидат технических наук (1970). Лауреат Государственной премии Российской Федерации в области науки и техники (2000). 

## Биография
Родился 22 мая 1933 года в поселке Константиновка Сталинской (Донецкой) области. В 1941 году с началом Великой Отечественной войны эвакуирован на Урал — в Нижний Тагил, затем в Березники. Учился в школе № 1 города Березники.
В 1956 году окончил энергетический факультет Уральского политехнического института имени С. М. Кирова и направлен по распределению на завод № 48 Министерства среднего машиностроения СССР (г. Москва).
С 1960 года — руководитель группы неразрушающих методов контроля Бюро по механизации и автоматизации завода № 48. Усилиями группы на заводе впервые в отрасли созданы и внедрены электромагнитные индуктивные дефектоскопы ЭМИД-3 и ЭМИД-6 для оценки качества термической обработки деталей из различных материалов и оценки качества материалов на входном контроле.
В 1967—1970 годах обучался в аспирантуре Московского энергетического института. Защитил диссертацию на соискание ученой степени кандидата технических наук  по теме «Применение метода вихревых токов для контроля качества деталей и полуфабрикатов» (1970).
С 1969 года руководил работами по созданию автоматизированной системы управления производством Производственного объединения «Машиностроительный завод "Молния"», с 1973 года — Информационно-вычислительного центра Машиностроительного завода «Молния».
С 1985 года в качестве руководителя конструкторского бюро телевизионной техники, заместителя технического директора Производственного объединения «Машиностроительный завод "Молния"» возглавлял программы разработки и производства гражданской продукции — новых систем электросвязи и абонентского оборудования к ним, электромагнитных расходомеров для жидких сред и приборов учета тепловой энергии.
В 2000 году с коллективом разработчиков (Ю. Б. Зубарев, М. И. Кривошеев, Ю. А. Прокофьев, Ю. М. Боловинцев, С. В. Глубоков, А. В. Овсянников, В. К. Сарьян) удостоен Государственной премии Российской Федерации в области науки и техники за разработку и внедрение цифровой системы передачи дополнительной информации для сетей общего и специального назначения (система «ТВ-Информ»).
Умер 11 мая 2006 года. Похоронен на Кузьминском кладбище.